# Saint David's Day
La fête de la Saint-David (en anglais Saint David's Day, en gallois Dydd Gŵyl Dewi) est une fête chrétienne qui célèbre Saint David (c. 500-589), le saint patron du pays de Galles. La fête a lieu le 1er mars, d'après la date de mort du saint. Depuis le XVIIIe siècle, c'est une fête nationale au pays de Galles. Selon un sondage publié en 2006, 87 % des Gallois veulent que ce jour soit férié (bank holiday). En 2007, le premier ministre Tony Blair a rejeté une pétition pour accorder le statut de jour férié.

## Événements

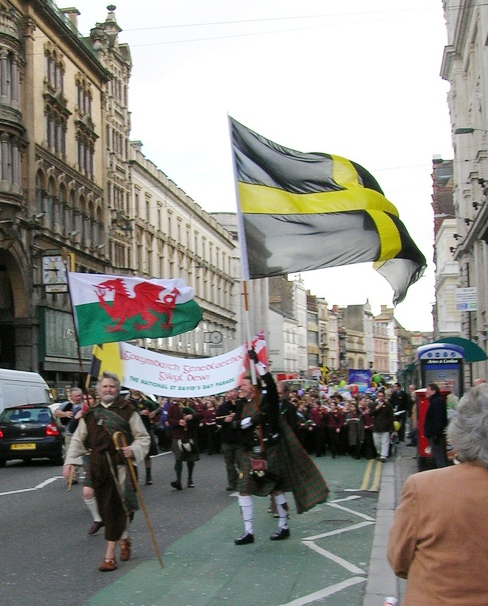
Saint David's Day à Cardiff

Tous les ans, des parades ont lieu partout au pays de Galles, dont la plus grande à Cardiff.
Les cérémonies de 2010 à Cardiff incluent des concerts, des parades et un festival de nourriture. Les évènements ont commencé le 26 février où le troisième Really Welsh Food Festival a eu lieu au centre-ville jusqu'au 28 février.
Les visiteurs du château de Cardiff ont reçu des bulbes de jonquille gratuites pour commémorer la fête. Après la parade, des amuseurs gallois ont dansé, et le soir du 1er mars les spectacles ont eu lieu à la bibliothèque centrale de Cardiff.
Le concert traditionnel de Saint David’s Day a eu lieu à St David's Hall le soir du 1er mars avec l'Orchestre national du pays de Galles.

## Traditions

Le drapeau de Saint David

Les enfants participent aux concerts ou à l'eisteddfod. Auparavant, les écoles avaient une demi-journée de congé, mais cette pratique a été annulée officiellement. Cependant, quelques établissements continuent de la pratiquer.
Selon la tradition, les gens portent des symboles gallois, tels que le poireau et la jonquille, ou se drapent le drapeau de saint David.